# Kazimierz Piotr Laskowski
Kazimierz Piotr Laskowski herbu Korab (ur. 1850 we Lwowie zm. 12 kwietnia 1922 tamże) – polski ziemianin, właściciel dóbr Bażanówka, urzędnik i działacz społeczny, c. k. podkomorzy, radca i delegat namiestnictwa, poseł do Sejmu Krajowego Galicji, członek marszałek Rady c. k. powiatu sanockiego.

## Życiorys

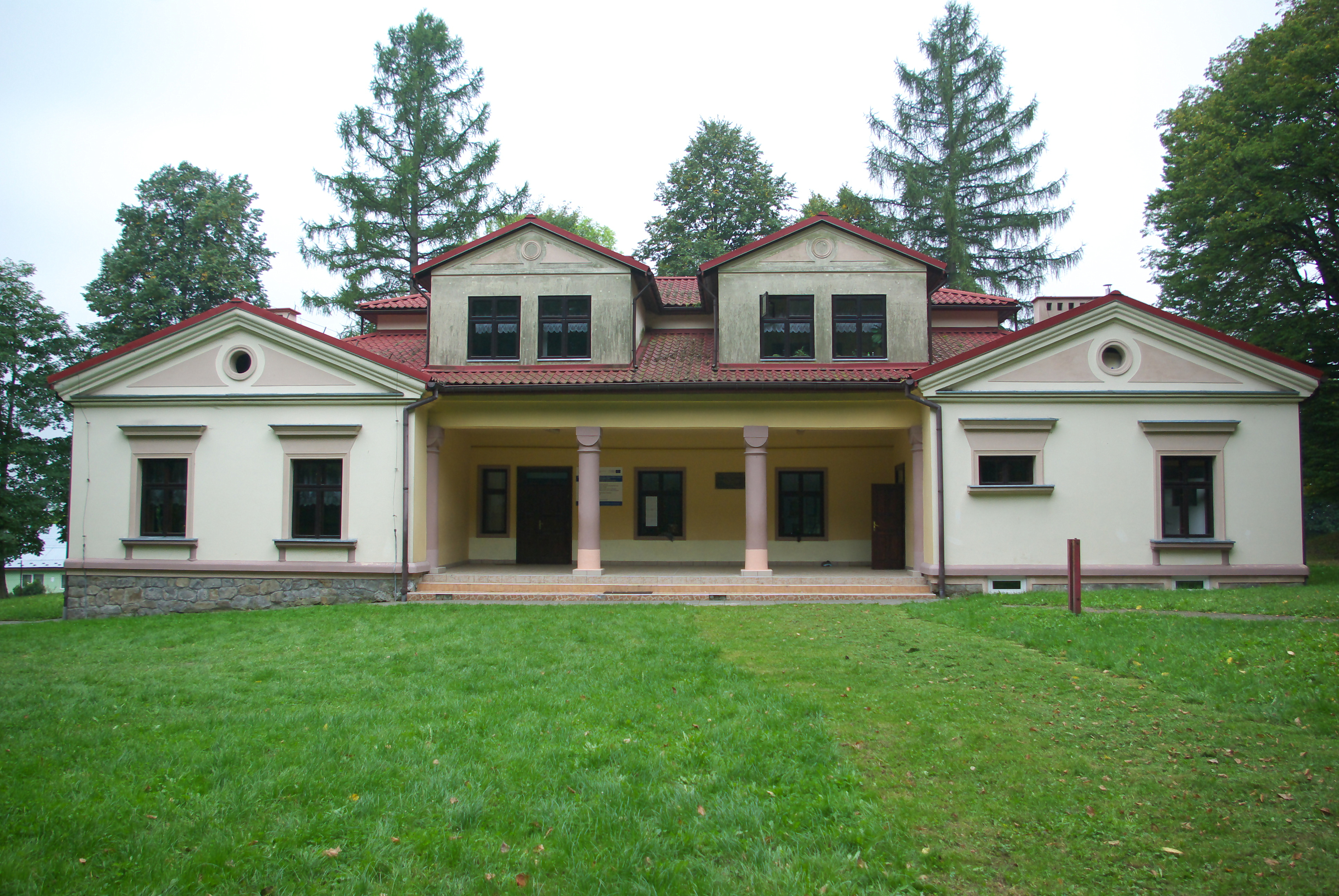
Budynek byłego dworu Laskowskich w Bażanówce

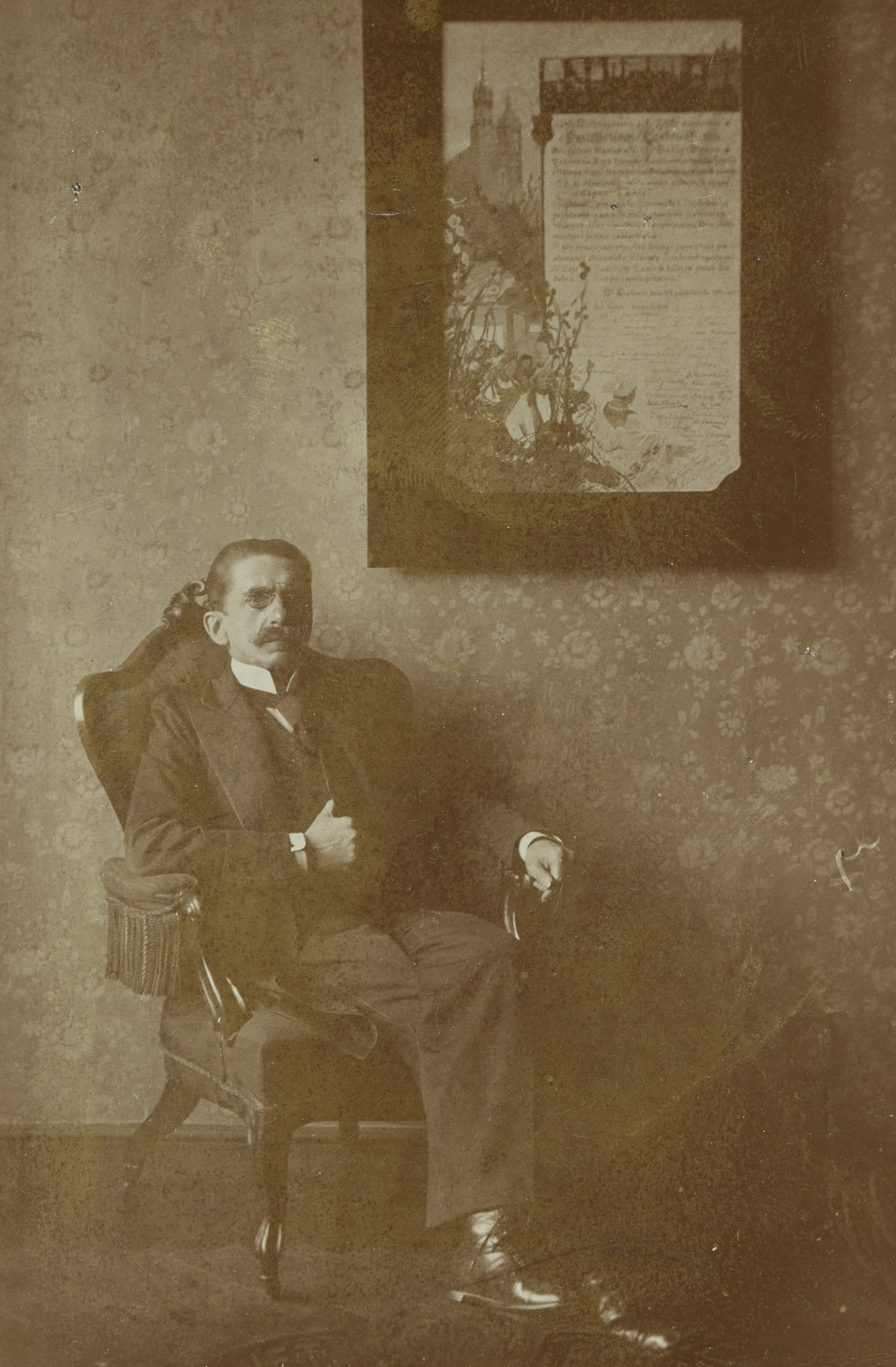
Kazimierz Piotr Laskowski

Jego rodzicami byli Felicjan Laskowski (zm. 1869) i Aniela z domu Łoś h. Dąbrowa (zm. 1882), którzy od 1844 posiadali wieś Bażanówka. Jego rodzeństwem byli: Maria, Władysław, Stanisław i Jadwiga.
W 1872 ukończył studia prawnicze na Wydziale Prawa Uniwersytetu Lwowskiego. Podczas studiów był prezesem „Bratniej Pomocy”, założył także stowarzyszenie „Byt”. Wstąpił do służby państwowej Austro-Węgier. Pracował w C. K. Prokuratorii, następnie w C. K. Namiestnictwie, gdzie był komisarzem Prezydium w trakcie urzędowania Alfreda hr. Potockiego. W Sejmie Krajowym Galicji V kadencji (1882–1889) podczas jego piątej sesji był stałym zastępcą namiestnika i komisarza rządowego Filipa Zaleskiego oraz c. k. radcą namiestnictwa ze strony rządu. Sprawował stanowisko starosty c. k. powiatu brzeskiego, był sekretarzem ministerialnym w Ministerstwie Spraw Wewnętrznych w Wiedniu, radcą Namiestnictwa przy Radzie Szkolnej Krajowej we Lwowie. Od 1892 był delegatem Namiestnictwa w Krakowie. Otrzymał tytuły c. i k. podkomorzego oraz w 1893 c. k. radcy dworu. Po przejściu na emeryturę w 1901 został wicemarszałkiem w Wydziale Krajowym. W późniejszych latach był wybierany na posła kadencji VIII (1901–1907), IX (1908–1913), X (1913–1914) z I kurii, obwód sanocki. Od 1907 był członkiem Rady c. k. powiatu sanockiego, wybrany z grupy gmin miejskich, ok. 1909 został członkiem wydziału powiatowego, w kolejnych wyborach do Rady w 1912 został wybrany ponownie z grupy większych posiadłości, 29 października 1912 został wybrany na stanowisko prezesa (marszałka) wydziału powiatowego. Pełnił też funkcję starosty powiatu krakowskiego.
Od ok. 1908 był wiceprezesem zarządu powiatowego w Sanoku Towarzystwa „Kółek Rolniczych” z siedzibą we Lwowie. Był członkiem Towarzystwa Upiększania Miasta Sanoka. W Banku Krajowego Królestwa Galicji i Lodomerii z Wielkim Księstwem Krakowskim we Lwowie pełnił funkcje dyrektora od 1902, zastępcy prezesa i prezesa od 1913 do 1918. Był zastępcą prezesa kolei lokalnej Chabówka–Zakopane. Należał do Towarzystwa Galicyjskiej Kasy Oszczędności we Lwowie. Był działaczem i prezesem Towarzystwa Kredytowego Ziemskiego wybrany w 1921 (po śmierci Stefana Moysy). Był członkiem wspierającym dożywotnim Towarzystwa dla Popierania Nauki Polskiej. Członek i działacz Galicyjskiego Towarzystwa Gospodarskiego, członek jego oddziału sanockiego. Przez pewien czas był prezesem GTG (10 czerwca 1909 – 24 czerwca 1910).
Podczas I wojny światowej po utworzeniu Naczelnego Komitetu Narodowego i utworzeniu go w Sanoku, został członkiem Powiatowego Komitetu Narodowego w Sanoku.
Po śmierci ojca Kazimierz Laskowski odziedziczył majątek w 1875. Na początku XX wieku posiadał tam 212 ha. W 1882 jego żoną została Anna Miłkowska (córka Edwarda i Magdaleny z domu Trzecieskiej), nie mieli dzieci. Oboje prowadzili gospodarstwo w Bażanówce, udzielali się społecznie we wsi, wspierali budowę miejscowej kaplicy św. Anny, nabywając jej wyposażenie.
Kazimierz Laskowski zmarł 12 kwietnia 1922 w Lwowskiej Filharmonii podczas koncertu wykonywania utworu „Stabat Mater” autorstwa Gioacchino Rossiniego. Został pochowany w grobowcu rodzinnym w Gorlicach.
Po nim dobra w Bażanówce otrzymał w spadku w 1921 adoptowany przez niego siostrzeniec, Daniel Rodich-Laskowski (1884–1957), ożeniony z Marią (1901–1989), córką Stanisława Ostaszewskiego z Klimkówki. Po II wojnie światowej majątek ziemski Laskowskich w Bażanówce został przejęty, w ramach tzw. reformy rolnej, przez Skarb Państwa Polski Ludowej. W budynku dworskim została umieszczona szkoła podstawowa.

## Ordery i odznaczenia
- Komandor z Gwiazdą Orderu Franciszka Józefa (Austro-Węgry, 1901)[4][5][36]
- Kawaler Orderu Leopolda (Austro-Węgry, 1898)[3][4][5]
- Krzyż Wojenny za Zasługi Cywilne II Klasy (Austro-Węgry, 1917)[37]
- Medal Jubileuszowy Pamiątkowy dla Cywilnych Funkcjonariuszów Państwowych (Austro- Węgry, przed 1912)[11]
- Krzyż Jubileuszowy dla Cywilnych Funkcjonariuszów Państwowych (Austro-Węgry, przed 1912)[11]